# Idaea pectinata
Idaea pectinata là một loài bướm đêm trong họ Geometridae.